# پرستوی خط‌دار بزرگ
پرستوی خط‌دار بزرگ (نام علمی: Cecropis cucullata) نام یک گونه از سرده پرستوهای حنایی است.